# Dunkelmücken
Die Dunkelmücken (Thaumaleidae) sind eine Familie der Zweiflügler (Diptera) und gehören zu den Mücken (Nematocera). Weltweit leben etwa 200 Arten dieser Tiergruppe, davon sind 16 Arten in Deutschland bekannt. Besonders häufig ist Thaumalea testacea mit einer Körperlänge von drei bis vier Millimetern.
Die Dunkelmücken haben nur recht kurze Antennen, dafür jedoch lange Taster. Sie bewohnen vor allem die Gebirge (alpine Region) und stechen nicht. Die Imagines sind schlechte Flieger.
Die Larven sind schlank und auf der Oberseite graugrün gefärbt. Sie leben in der Umgebung von Quellen oder auch in den Spritzzonen schnell fließender, sauberer Bäche, wobei der Rücken meist aus dem Wasser ragt. Mit ihrem unpaaren Scheinfüßchen am ersten Brustsegment, den Nachschiebern am Hinterleib und langen Borsten am Körper halten sie sich am Bewuchs der Steine fest. Das Tracheensystem ist bis auf die vordersten und die hintersten Öffnungen geschlossen. Am After besitzen die Larven vier „Analkiemen“, die allerdings wahrscheinlich nicht der Atmung, sondern der Osmoregulation dienen. Die Larven können sich durch Einkrümmen und danach wieder Festkrallen des Vorderkörpers bewegen und so den Bewuchs der Steine beweiden. Die Puppe lebt im Trockenen neben dem Larvenwohnraum, meist unter Felsen und Blättern.